# 南魚沼市立五十沢中学校
南魚沼市立五十沢中学校（みなみうおぬましりつ いかざわちゅうがっこう）は、新潟県南魚沼市宮にかつて所在していた市立中学校である。

## 概要
1947年5月20日に創立。2017年4月1日に開校70周年を迎えた。通称「五中」（ごちゅう）として親しまれていた。累計卒業者数は6,000人を超える。2017年度末で廃校になり、2018年4月に新設される八海中学校に、大巻中学校・城内中学校と共に統合された。
全校生徒数138名（1年生：27名 2年生：37名 3年生：31名 合計：95名 2017年度）

## 施設概要
鉄筋3階建・体育館・1階連絡通路で五十沢小学校と連絡
- 普通教室
  - 6部屋
- 特別教室
  - 理科室
  - 音楽室
  - 図書室
  - 視聴覚室

- 小学校との共有教室
  - 美術室
  - 木工室
  - 金工室
  - 被服室
  - 家庭科室
  - コンピュータ室

- 体育館
  - 1,979m2

- プール
  - 325m2

- グランド
  - 10,592m2

## 校歌
- 作詞：山田 親一
- 作曲：小出 浩平

## 沿革
- 1947年5月20日 - 五十沢村立五十沢中学校として西五十沢小学校を借用して開校する。
- 1947年10月20日 - 五十沢村立五十沢中学校分室を東五十沢小学校内に開設。
- 1952年4月27日 - 校舎落成式挙行。
- 1952年9月24日 - 校歌制定。
- 1956年9月1日 - 六日町への編入合併に伴い六日町立五十沢中学校と改称。
- 1956年9月20日 - 校旗樹立。
- 1967年11月4日 - 創立20周年を迎える。シンボル像「みる」を生徒・職員で完成させる。ブラスバンドが編成される。
- 1972年7月18日 - プールが完成する。
- 1973年3月31日 - 寄宿舎廃止、バス通学開始。
- 1992年7月 - 新校舎が竣工する。
- 1992年7月29日 - 新校舎に移転。
- 1993年1月29日 - コンピュータ室が設置される。
- 1994年12月30日 - グラウンドが完成する。
- 1996年11月4日 - 創立50周年記念式典が挙行される。
- 2004年11月1日 - 六日町が大和町との合併に伴う南魚沼市新設に伴い、現校名に改称。
- 2009年3月30日 - 五十沢小学校の校舎建築作業工事が開始される。
- 2011年4月1日 - 五十沢小学校が敷地内に新設開校し、小学校と中学校が連絡通路で連絡できるようになった。
- 2017年4月6日 - 最後の新任式・年度始業式が挙行される。
- 2017年11月19日 - 閉校記念式典が挙行される。閉校記念碑が建立され、披露される。
- 2018年1月15日 - 17日 - 新潟県中学校クロスカントリースキー大会・アルペンスキー大会において実施されたクロスカントリースキー部門内の男子5kｍクラシカルで3年男子生徒が優勝する。
- 2018年3月5日 - 本校としては最後となる卒業式、第71回卒業証書授与式が挙行される。
- 2018年3月31日 - 城内・大巻・五十沢中学校の統合によりこの日をもって廃校となる。後継は八海中学校。
- 2019年5月上旬 - 五十沢中学校廃校に伴い校舎一部を利用し、五十沢地域開発センターが入所する。

## 通学区域
#外部リンクの規定別表を参照。

### 進学前小学校
- 南魚沼市立五十沢小学校

## 交通・アクセス方法
- JR上越線・北越急行ほくほく線 六日町駅より7.6km
- JR上越線 五日町駅より8.9km
- 南越後観光バス MD線「五十沢小学校前」バス停から徒歩すぐ

## 著名な出身者
- 大平喜信（雪国まいたけ代表取締役）